# ベンノ・オーネゾルク

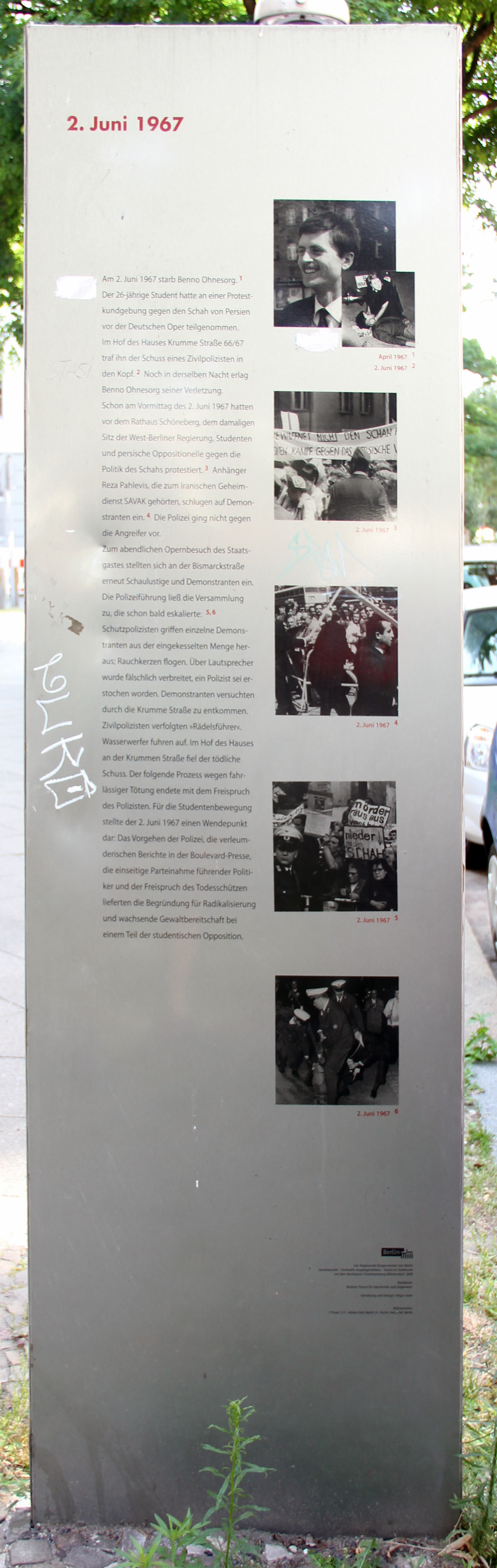
ベンノ・オーネゾルクの碑文

ベンノ・オーネゾルク（ドイツ語: Benno Ohnesorg, 1940年10月15日 - 1967年6月2日）は、1967年に西ベルリンでのデモ中に警官に射殺された大学生。彼の死は西ドイツの学生運動家らに衝撃を与え、翌1968年に西ドイツ全土で学生運動が燃え広がるなどの影響を与えた。

## 生活
オーネゾルクは1940年にハノーファーで生まれた。母親を早く亡くした彼は奨学金を受けてブラウンシュヴァイク大学で芸術教師になる教育を受け、近代美術や演劇、音楽などを専攻した。さらに1964年には西ベルリンのベルリン自由大学に進み芸術や演劇やドイツ文学を学んだ。1967年4月27日には妊娠している恋人クリスタと結婚してベルリンで同居生活に入った。彼は政治に興味を持っており、学生新聞を購読したり討論会やデモなどに参加したが、活発な学生運動家というわけではなく、文学や演劇や外国旅行を楽しんだ。

## 事件
1967年5月末以後、西ドイツを訪問する予定のイラン皇帝モハンマド・レザー・パフラヴィーに抗議する行動が、イランの学生運動組織や亡命イラン人らと連帯する社会主義ドイツ学生連盟（SDS, Sozialistischer Deutscher Studentenbund）によって盛んに行われていた。皇帝夫妻が西ベルリンを訪問する6月2日には西ベルリン各地で抗議行動が起き、夕方から皇帝がモーツァルトの『魔笛』を鑑賞する予定のベルリン・ドイツ・オペラでも学生らが集まっていた。前年から学生との緊張の高まっていた西ベルリンの警官隊のほか、イラン政府に雇われた皇帝支持派のイラン人の若者多数も西ベルリンに到着していた。普段はデモに参加しないオーネゾルクも夫婦でこのデモに顔を出していた。
20時ごろ皇帝夫妻の自動車と支持派の乗ったバスが到着し、支持派が学生と警官隊の間に入り込んだ。学生たちは皇帝に政治犯を解放するよう抗議の声を張り上げ物を投げた。皇帝が建物に入り終わると学生は一旦引いたが、そこへ支持派の若者が襲い掛かり乱闘となった。一帯で警官や学生が入り乱れデモ参加者が逃げ惑う中、20時半頃、オーネゾルクは私服警官カール＝ハインツ・クラスに後ろから撃たれた。近くにいた人々が、撃たないでくれと叫ぶ声、撃った警官をとがめる同僚達の声を聞いている。救急車が駆けつけたが、病院へ運ぶ途中に死亡が確認された。

## その後
オーネゾルクの死、およびクラスが裁判で無罪放免となったことへの怒りは、西ドイツの左翼運動の転換点となった。これ以後、学生運動は西ドイツ全土に広がり、一部は過激化してバーダー・マインホフ・グルッペ（後のドイツ赤軍）などの武装勢力も出現した。ドイツ赤軍と共闘した無政府主義者の武装勢力「6月2日運動」（Bewegung 2. Juni）はこの射殺事件の日にちなんでいる。ドイツの政治家たちのうち、当時10代から20代だった者の多くは射殺事件に衝撃を受けて学生運動に参加している。

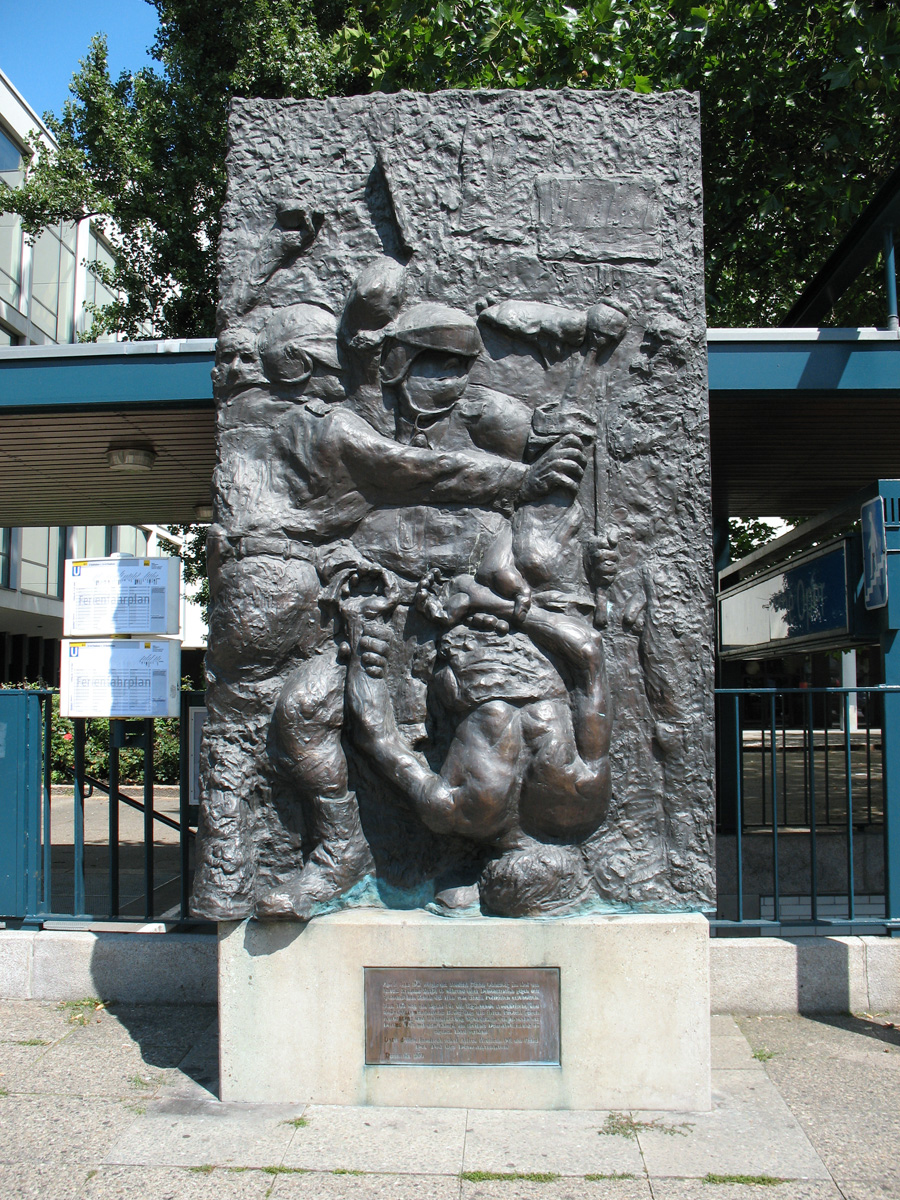
ベルリン・ドイツ・オペラの前庭にある、事件を記念するレリーフ。アルフレート・フルドリチカ（Alfred Hrdlicka）の作品

ベルリン・ドイツ・オペラの横には、オーストリアの彫刻家アルフレート・フルドリチカ（Alfred Hrdlicka）がデザインした射殺事件の慰霊碑が立っている。オーネゾルクの故郷ハノーファーでは、イヒメ川を渡る橋の一つに彼の名が付けられた。
事件から40年後、オーネゾルクを射殺したクラスが、ドイツ民主共和国（東ドイツ）の諜報機関である国家保安省（シュタージ）の潜入工作員であり、ドイツ社会主義統一党の党員でもあったことが明らかになった。しかしクラスが射殺事件を起こした背後関係は明らかになっていない。シュタージの記録には、クラスが何らかの命令に基づき学生を射殺したという証拠はまだ見つかっていない。